# La Palma, Huasca de Ocampo
La Palma är en ort i Mexiko.   Den ligger i kommunen Huasca de Ocampo och delstaten Hidalgo, i den sydöstra delen av landet, 100 km nordost om huvudstaden Mexico City. La Palma ligger 2 140 meter över havet och antalet invånare är 308.
Terrängen runt La Palma är huvudsakligen kuperad, men åt nordost är den platt. Runt La Palma är det ganska tätbefolkat, med 93 invånare per kvadratkilometer. Närmaste större samhälle är Pachuca de Soto, 18,4 km sydväst om La Palma. I omgivningarna runt La Palma växer i huvudsak blandskog.